# Fonds-Saint-Denis
Fonds-Saint-Denis – miasto i gmina na Martynice (Departament zamorski Francji); 865 mieszkańców (2009).